# NGC 3278
NGC 3278 ist eine Spiralgalaxie mit ausgedehnten Sternentstehungsgebieten vom Hubble-Typ Sc im Sternbild Antlia (Luftpumpe) am Südsternhimmel. Sie ist schätzungsweise 123 Millionen Lichtjahre von der Milchstraße entfernt und hat einen Durchmesser von etwa 50.000 Lichtjahren.
Im selben Himmelsareal befinden sich u. a. die Galaxien NGC 3250 und NGC 3276.
Die Typ-Ic-Supernova SN 2009bb wurde hier beobachtet.
Das Objekt wurde am 2. März 1835 vom britischen Astronomen John Herschel entdeckt.